# Bikkia lenormandii
Bikkia lenormandii är en måreväxtart som beskrevs av Nicolas Hallé och J. Jérémie. Bikkia lenormandii ingår i släktet Bikkia och familjen måreväxter. IUCN kategoriserar arten globalt som starkt hotad. Inga underarter finns listade i Catalogue of Life.
Arten är uppkallad efter den franske botanikern Sébastien René Lenormand.